# Estação Ferroviária de Mindelo
A Estação Ferroviária de Mindelo, originalmente denominada de Mindello, foi uma interface ferroviária da Linha do Porto à Póvoa e Famalicão, que servia a localidade de Mindelo, no concelho de Vila do Conde, em Portugal. Foi substituída pela Estação Mindelo do Metro do Porto.

## História

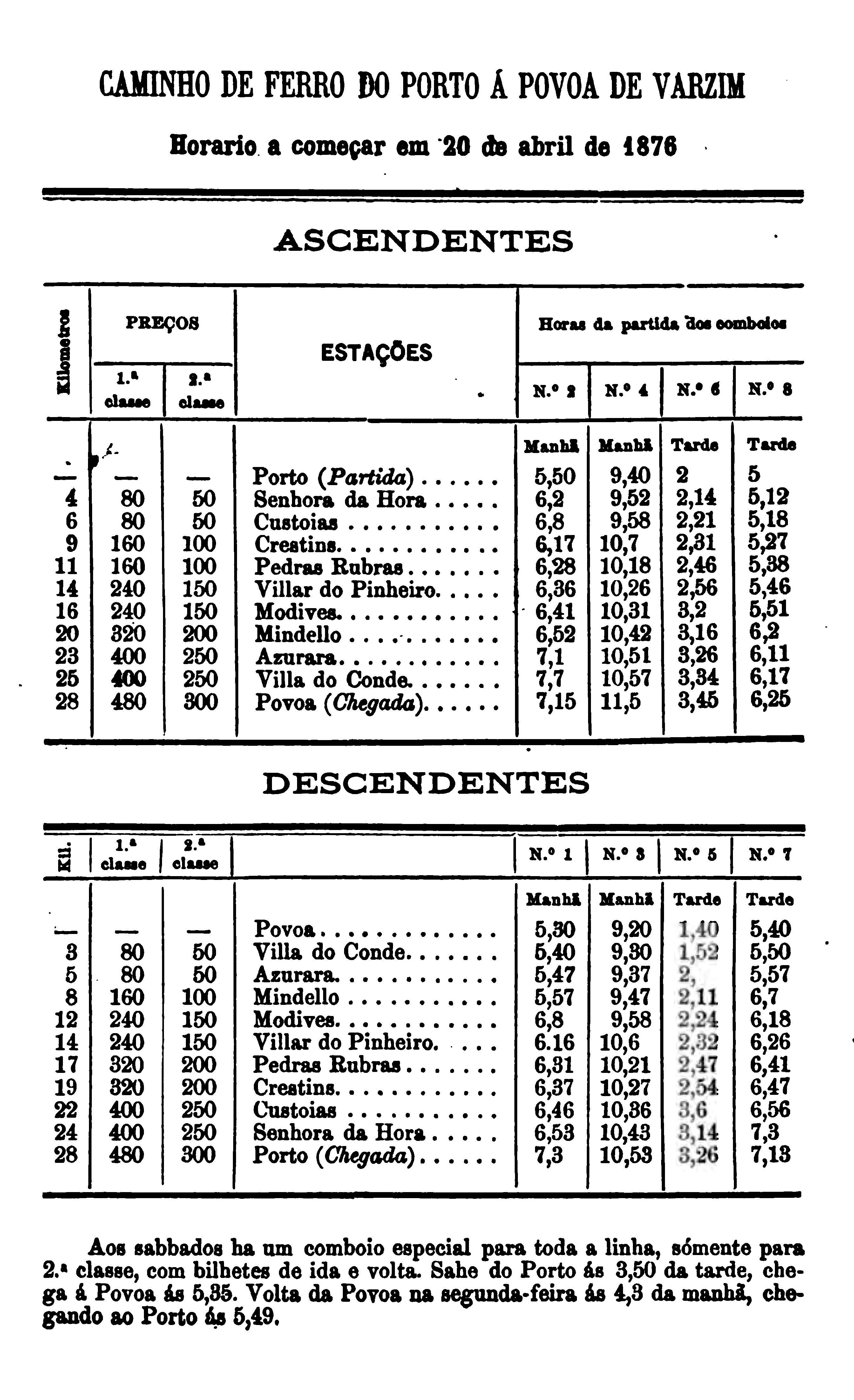
Horário de 1876, onde esta gare aparece com a grafia original, Mindello

Esta interface fazia parte do troço da Linha da Póvoa entre as Estações de Porto-Boavista e Póvoa de Varzim, que abriu à exploração no dia 1 de Outubro de 1875, pela Companhia do Caminho de Ferro do Porto à Póvoa.
Em 16 de Abril de 1901, a Gazeta dos Caminhos de Ferro noticiou que a companhia da Póvoa tinha pedido autorização para construir vários ramais, incluindo um de Mindelo a Lousado, que iria unir a Linha da Póvoa à de Guimarães, e criar uma nova ligação à Linha do Minho. Caso fosse construído, este ramal iria permitir a ligação directa da Linha de Guimarães à cidade do Porto, retirando tráfego à Linha do Minho. Em 1 de Julho, a Gazeta informou que o conselho de administração dos Caminhos de Ferro do Estado tinha recusado aquele pedido, notícia que foi recebida com agrado na cidade do Porto, que se tinha manifestado contra aqueles projectos.